# Llano Par
 Llano Par es un poblado que está situado en el municipio de San Juan Tamazola. Llano Par está a 2231 metros de altitud.

## Población
Según el censo de población de INEGI de 2010 la comunidad cuenta con una población total de 169 habitantes, de los cuales 86 son mujeres y 83 son hombres. Del total de la población 84 personas hablan el mixteco, divididos en 37 hombres y 47 mujeres.

## Ocupación
El total de la población económicamente activa es de 43 habitantes, de los cuales 35 son hombres y 8 son mujeres.